# Sphaerocaryum
Sphaerocaryum és un gènere de plantes de la família de les poàcies. És originari del nord d'Austràlia.

## Descripció
És una planta anual; estolonífera, decumbent. Culms de 5-15 cm d'altura; herbàcia. Nusos dels culms pilosos; i internussos buits. Fullas no agregades basalment; no auriculades. Làmines foliares ovades; amples, o estretes; de 3-10 mm d'ample (petita però relativament ampla, tipus Commelina); cordada (amplexicaule); beines creuades poc marcades; persistent. Lígula pilosa. Té una reproducció bisexual, amb espiguetes bisexuals; i flors hermafrodites.
Inflorescència sense pseudoespícules; paniculada; oberta; espatada. Espícules femenines fèrtils; morfològicament 'convencionals'; 0,8-1,4 mm de llarg; no apreciablement comprimides; cauen amb les glumes (però aquestes són amb freqüència decídues). Raquilla acabada per una flor femenina fèrtil. El call de pèl està absent.
Cromosomes de nombre de base, x = 10. 2n = 20.

## Taxonomia
- Sphaerocaryum elegans
- Sphaerocaryum malacense
- Sphaerocaryum pulchellum